# Coupe du monde de cyclisme sur piste 2011-2012
Navigation
Coupe du monde 2010-2011 Coupe du monde 2012-2013
La Coupe du monde de cyclisme sur piste 2011 – 2012 est une compétition organisée par l'UCI qui regroupe plusieurs épreuves de cyclisme sur piste. La saison a débuté le 4 novembre 2011 et s'est terminée le 19 février 2012. Pour cette saison, quatre manches sont au programme : Astana, Cali, Pékin et Londres.
La Coupe du monde revêt une importance particulière, car elle rapporte des points en vue des Jeux olympiques de 2012.
Au classement par nations, l'Allemagne succède à la France.

## Changement par rapport aux éditions précédentes
Lors de chaque manche, les cyclistes masculins et féminins vont se mesurer dans les cinq disciplines retenues dans le cadre des Jeux olympiques de 2012. Il s'agit de :
- Trois épreuves individuelles : la vitesse, le keirin et l'omnium (épreuve comprenant un tour lancé, une course aux points, une course à l'élimination, une poursuite individuelle, une course scratch et contre-la-montre de 500 mètres pour les femmes et d'un kilomètre pour les hommes)
- Deux épreuves par équipes : la vitesse par équipes et la poursuite par équipes

Les organisateurs de chacune des quatre manches de la Coupe du monde ont la possibilité de proposer des compétitions supplémentaires parmi celles qui font toujours partie du programme des championnats du monde de cyclisme sur piste.

## Calendrier
| Date               | Lieu    |
| ------------------ | ------- |
| 4–6 novembre 2011  | Astana  |
| 1–3 décembre 2011  | Cali    |
| 12–15 janvier 2012 | Pékin   |
| 16–19 février 2012 | Londres |

## Classement par nations
| Rang | Pays/Équipe      | Manche 1 | Manche 2 | Manche 3 | Manche 4 | Total |
| ---- | ---------------- | -------- | -------- | -------- | -------- | ----- |
| 1.   | Allemagne        | 107      | 93       | 18       | 73       | 291   |
| 2.   | France           | 64       | 71       | 55       | 57       | 247   |
| 3.   | Australie        | 78       | 30       | 47       | 86       | 241   |
| 4.   | Grande-Bretagne  | 44       | 30       | 13       | 116      | 203   |
| 5.   | Chine            | 22       | 19       | 73       | 44       | 158   |
| 6.   | Pays-Bas         | 63       | 33       | 22       | 39       | 157   |
| 7.   | Nouvelle-Zélande | -        | 48       | 51       | 46       | 154   |
| 8.   | Lituanie         | 14       | 41       | 46       | 30       | 131   |
| 9.   | Ukraine          | 42       | 34       | 32       | 19       | 127   |
| 10.  | Belgique         | 40       | 35       | 34       | 16       | 125   |

## Hommes

### Kilomètre

#### Résultats
| Date         | Lieu    | 1er                           | 2e                            | 3e                            |
| ------------ | ------- | ----------------------------- | ----------------------------- | ----------------------------- |
|              | Astana  | Pas au programme de la manche | Pas au programme de la manche | Pas au programme de la manche |
| 1er décembre | Cali    | François Pervis               | Simon van Velthooven          | Filip Ditzel                  |
|              | Pékin   | Pas au programme de la manche | Pas au programme de la manche | Pas au programme de la manche |
| 17 février   | Londres | Stefan Nimke                  | Michaël D'Almeida             | Simon van Velthooven          |

#### Classement
| Pos. | Coureur              | Ast | Cal | Pek | Lon | Pts |
| 1.   | Simon van Velthooven |     | 10  |     | 8   | 18  |
| 2.   | Stefan Nimke         |     |     |     | 12  | 12  |
| 3.   | François Pervis      |     | 12  |     |     | 12  |
| 4.   | Joachim Eilers       |     | 7   |     | 5   | 12  |
| 5.   | Michaël D'Almeida    |     |     |     | 10  | 10  |
| 6.   | Filip Ditzel         |     | 8   |     |     | 8   |
| 7.   | Matthew Crampton     |     |     |     | 7   | 7   |
| 8.   | Zhang Miao           |     |     |     | 6   | 6   |
| 9.   | Francesco Ceci       |     | 6   |     |     | 6   |
| 10.  | Hugo Haak            |     | 5   |     |     | 5   |

### Keirin

#### Résultats
| Date       | Lieu    | 1er                | 2e              | 3e               |
| ---------- | ------- | ------------------ | --------------- | ---------------- |
| 5 novembre | Astana  | Christos Volikakis | Chris Hoy       | Sergey Borisov   |
| 2 décembre | Cali    | Maximilian Levy    | François Pervis | Hersony Canelón  |
| 14 janvier | Pékin   | François Pervis    | Sergey Borisov  | Andrew Taylor    |
| 18 février | Londres | Chris Hoy          | René Enders     | Mickaël Bourgain |

#### Classement
| Pos. | Coureur            | Ast | Cal | Pek | Lon | Pts |
| 1.   | Chris Hoy          | 10  |     |     | 12  | 22  |
| 2.   | François Pervis    |     | 10  | 12  |     | 22  |
| 3.   | Maximilian Levy    | 6   | 12  |     |     | 18  |
| 4.   | Sergey Borisov     | 8   |     | 10  |     | 18  |
| 5.   | Christos Volikakis | 12  |     |     | 2   | 14  |
| 6.   | Teun Mulder        |     | 7   |     | 7   | 14  |
| 7.   | René Enders        |     |     |     | 10  | 10  |
| 8.   | Josiah Ng Onn Lam  | 7   | 2   |     |     | 9   |
| 9.   | Kazunari Watanabe  |     |     | 3   | 6   | 9   |
| 10.  | Azizulhasni Awang  |     | 6   |     | 3   | 9   |

### Vitesse individuelle

#### Résultats
| Date       | Lieu    | 1er              | 2e              | 3e                |
| ---------- | ------- | ---------------- | --------------- | ----------------- |
| 6 novembre | Astana  | Chris Hoy        | Denis Dmitriev  | Shane Perkins     |
| 3 décembre | Cali    | Stefan Bötticher | Maximilian Levy | Robert Förstemann |
| 15 janvier | Pékin   | Charlie Conord   | Zhang Lei       | Denis Dmitriev    |
| 19 février | Londres | Chris Hoy        | Maximilian Levy | Robert Förstemann |

#### Classement
| Pos. | Coureur           | Ast | Cal | Pek | Lon | Pts |
| 1.   | Chris Hoy         | 12  |     |     | 12  | 24  |
| 2.   | Maximilian Levy   |     | 10  |     | 10  | 20  |
| 3.   | Denis Dmitriev    | 10  |     | 8   |     | 18  |
| 4.   | Robert Förstemann | 7   | 8   |     |     | 15  |
| 5.   | Njisane Phillip   | 3   | 5   | 4   | 2   | 14  |
| 6.   | Charlie Conord    |     |     | 12  |     | 12  |
| 7.   | Stefan Bötticher  |     | 12  |     |     | 12  |
| 8.   | Kévin Sireau      | 5   |     |     | 7   | 12  |
| 9.   | Zhang Lei         |     |     | 10  |     | 10  |
| 10.  | René Enders       | 2   | 7   |     |     | 9   |

### Vitesse par équipes

#### Résultats
| Date         | Lieu    | 1er                                                               | 2e                                                                 | 3e                                                                     |
| ------------ | ------- | ----------------------------------------------------------------- | ------------------------------------------------------------------ | ---------------------------------------------------------------------- |
| 4 novembre   | Astana  | Team Erdgas.2012 Joachim Eilers Robert Förstemann Maximilian Levy | Team Jayco-AIS Matthew Glaetzer Shane Perkins Scott Sunderland     | France Mickaël Bourgain Michaël D'Almeida Kévin Sireau                 |
| 1er décembre | Cali    | Allemagne René Enders Maximilian Levy Stefan Nimke                | Team Erdgas.2012 Robert Förstemann Stefan Bötticher Joachim Eilers | Venezuela César Marcano Hersony Canelón Ángel Pulgar                   |
| 13 janvier   | Pékin   | Moscow Track Team Sergey Kucherov Denis Dmitriev Sergey Borisov   | Chine Cheng Changsong Zhang Lei Zhang Miao                         | Nouvelle-Zélande Matthew Archibald Edward Dawkins Simon van Velthooven |
| 17 février   | Londres | Allemagne René Enders Robert Förstemann Maximilian Levy           | France Grégory Baugé Michaël D'Almeida Kévin Sireau                | Royaume-Uni Ross Edgar Jason Kenny Chris Hoy                           |

#### Classement
| Pos. | Équipe            | Ast | Cal | Pek | Lon | Pts |
| 1.   | Allemagne         | 7   | 12  |     | 12  | 31  |
| 2.   | Moscow Track Team | 6   | 3   | 12  | 4   | 25  |
| 3.   | France            | 8   | 7   |     | 10  | 25  |
| 4.   | Team Erdgas.2012  | 12  | 10  |     |     | 22  |
| 5.   | Pays-Bas          | 5   | 6   | 4   | 2   | 17  |
| 6.   | Venezuela         | 1   | 8   | 7   |     | 16  |
| 7.   | Chine             |     |     | 10  | 5   | 15  |
| 8.   | Nouvelle-Zélande  |     |     | 8   | 6   | 14  |
| 9.   | Pologne           | 3   | 5   | 5   |     | 13  |
| 10.  | Royaume-Uni       | 4   |     |     | 8   | 12  |

### Poursuite individuelle

#### Résultats
| Date       | Lieu    | 1er                           | 2e                            | 3e                            |
| ---------- | ------- | ----------------------------- | ----------------------------- | ----------------------------- |
| 5 novembre | Astana  | Glenn O'Shea                  | Dominique Cornu               | Nikias Arndt                  |
|            | Cali    | Pas au programme de la manche | Pas au programme de la manche | Pas au programme de la manche |
| 14 janvier | Pékin   | Peter Latham                  | Mitchell Mulhern              | Kévin Labèque                 |
|            | Londres | Pas au programme de la manche | Pas au programme de la manche | Pas au programme de la manche |

#### Classement
| Pos. | Coureur                 | Ast | Cal | Pek | Lon | Pts |
| 1.   | Peter Latham            |     |     | 12  |     | 12  |
| 2.   | Glenn O'Shea            | 12  |     |     |     | 12  |
| 3.   | Mitchell Mulhern        |     |     | 10  |     | 10  |
| 4.   | Dominique Cornu         | 10  |     |     |     | 10  |
| 5.   | Kévin Labèque           |     |     | 8   |     | 8   |
| 6.   | Nikias Arndt            | 8   |     |     |     | 8   |
| 7.   | Valery Kaykov           |     |     | 7   |     | 7   |
| 8.   | Rasmus Christian Quaade | 7   |     |     |     | 7   |
| 9.   | Sergey Shilov           |     |     | 6   |     | 6   |
| 10.  | Jenning Huizenga        | 6   |     |     |     | 6   |

### Poursuite par équipes

#### Résultats
| Date         | Lieu    | 1er                                                                      | 2e                                                                              | 3e                                                                          |
| ------------ | ------- | ------------------------------------------------------------------------ | ------------------------------------------------------------------------------- | --------------------------------------------------------------------------- |
| 4 novembre   | Astana  | RusVelo Ievgueni Kovalev Ivan Kovalev Alexey Markov Alexander Serov      | Australie Edward Bissaker Alexander Edmondson Mitchell Mulhern Glenn O'Shea     | Pays-Bas Levi Heimans Jenning Huizenga Arno van der Zwet Wim Stroetinga     |
| 1er décembre | Cali    | Nouvelle-Zélande Sam Bewley Aaron Gate Marc Ryan Jesse Sergent           | Australie Luke Durbridge Rohan Dennis Michael Hepburn Mitchell Mulhern          | Danemark Niki Byrgesen Casper von Folsach Rasmus Quaade Christian Ranneries |
| 13 janvier   | Pékin   | RusVelo Ievgueni Kovalev Ivan Kovalev Alexey Markov Alexander Serov      | Australie Edward Bissaker Alexander Edmondson Michael Freiberg Mitchell Mulhern | Nouvelle-Zélande Wes Gough Cameron Karwowski Peter Latham Myron Simpson     |
| 19 février   | Londres | Australie Jack Bobridge Rohan Dennis Michael Hepburn Alexander Edmondson | Royaume-Uni Steven Burke Edward Clancy Peter Kennaugh Geraint Thomas            | Nouvelle-Zélande Sam Bewley Aaron Gate Marc Ryan Westley Gough              |

#### Classement
| Pos. | Équipe           | Ast | Cal | Pek | Lon | Pts |
| 1.   | Australie        | 10  | 10  | 10  | 12  | 42  |
| 2.   | Nouvelle-Zélande |     | 12  | 8   | 8   | 28  |
| 3.   | RusVelo          | 12  |     | 12  |     | 24  |
| 4.   | Royaume-Uni      |     |     | 7   | 10  | 17  |
| 5.   | Belgique         | 6   | 3   | 1   | 7   | 17  |
| 6.   | Danemark         | 7   | 8   |     | 1   | 16  |
| 7.   | Pays-Bas         | 8   |     | 3   | 5   | 16  |
| 8.   | Allemagne        | 5   | 5   | 4   |     | 14  |
| 9.   | Colombie         |     | 7   |     | 4   | 11  |
| 10.  | Lokosphinx       | 2   | 4   | 2   | 3   | 11  |

### Scratch

#### Résultats
| Date       | Lieu    | 1er                           | 2e                            | 3e                            |
| ---------- | ------- | ----------------------------- | ----------------------------- | ----------------------------- |
| 4 novembre | Astana  | Gijs Van Hoecke               | Ángel Darío Colla             | Nikias Arndt                  |
|            | Cali    | Pas au programme de la manche | Pas au programme de la manche | Pas au programme de la manche |
| 13 janvier | Pékin   | Kirill Sveshnikov             | Albert Torres Barcelo         | Aliaksandr Lisouski           |
|            | Londres | Pas au programme de la manche | Pas au programme de la manche | Pas au programme de la manche |

#### Classement
| Pos. | Coureur               | Ast | Cal | Pek | Lon | Pts |
| 1.   | Kirill Sveshnikov     |     |     | 12  |     | 12  |
| 2.   | Gijs Van Hoecke       | 12  |     |     |     | 12  |
| 3.   | Vivien Brisse         | 7   |     | 4   |     | 11  |
| 4.   | Albert Torres Barcelo |     |     | 10  |     | 10  |
| 5.   | Ángel Darío Colla     | 10  |     |     |     | 10  |
| 6.   | Aliaksandr Lisouski   |     |     | 8   |     | 8   |
| 7.   | Nikias Arndt          | 8   |     |     |     | 8   |
| 8.   | Tristan Marguet       |     |     | 7   |     | 7   |
| 9.   | Moreno De Pauw        |     |     | 6   |     | 6   |
| 10.  | Andreas Müller        | 6   |     |     |     | 6   |

### Américaine

#### Résultats
| Date       | Lieu    | 1er                                        | 2e                                   | 3e                                                   |
| ---------- | ------- | ------------------------------------------ | ------------------------------------ | ---------------------------------------------------- |
| 6 novembre | Astana  | Australie Alexander Edmondson Glenn O'Shea | Suisse Silvan Dillier Loïc Perizzolo | Lokosphinx Artur Ershov Kirill Sveshnikov            |
| 3 décembre | Cali    | Colombie Juan Esteban Arango Weimar Roldán | France Morgan Kneisky Vivien Brisse  | Suisse Cyrille Thièry Loïc Perizzolo                 |
| 15 janvier | Pékin   | Tchéquie Martin Bláha Vojtěch Hačecký      | Belgique Kenny De Ketele Tim Mertens | Espagne David Muntaner Juaneda Albert Torres Barcelo |
|            | Londres | Pas au programme de la manche              | Pas au programme de la manche        | Pas au programme de la manche                        |

#### Classement
| Pos. | Coureur   | Ast | Cal | Pek | Lon | Pts |
| 1.   | Suisse    | 10  | 8   | 6   |     | 24  |
| 2.   | France    |     | 10  | 7   |     | 17  |
| 3.   | Tchéquie  | 3   |     | 12  |     | 15  |
| 4.   | Allemagne | 4   | 6   | 5   |     | 15  |
| 5.   | Belgique  | 1   | 3   | 10  |     | 14  |
| 6.   | Italie    | 6   | 7   |     |     | 13  |
| 7.   | Colombie  |     | 12  |     |     | 12  |
| 8.   | Australie | 12  |     |     |     | 12  |
| 9.   | Pays-Bas  | 7   | 1   | 2   |     | 10  |
| 10.  | Espagne   |     |     | 8   |     | 8   |

### Course aux points

#### Résultats
| Date         | Lieu    | 1er                           | 2e                            | 3e                            |
| ------------ | ------- | ----------------------------- | ----------------------------- | ----------------------------- |
|              | Astana  | Pas au programme de la manche | Pas au programme de la manche | Pas au programme de la manche |
| 1er décembre | Cali    | Unai Elorriaga                | Ingmar De Poortere            | Edwin Ávila                   |
|              | Pékin   | Pas au programme de la manche | Pas au programme de la manche | Pas au programme de la manche |
| 17 février   | Londres | Albert Torres Barcelo         | Kirill Sveshnikov             | Artur Ershov                  |

#### Classement
| Pos. | Coureur               | Ast | Cal | Pek | Lon | Pts |
| 1.   | Unai Elorriaga        |     | 12  |     | 7   | 19  |
| 2.   | Edwin Ávila           |     | 8   |     | 5   | 13  |
| 3.   | Albert Torres Barcelo |     |     |     | 12  | 12  |
| 4.   | Ingmar De Porteere    |     | 10  |     | 2   | 12  |
| 5.   | Kirill Sveshnikov     |     |     |     | 10  | 10  |
| 6.   | Artur Ershov          |     |     |     | 8   | 8   |
| 7.   | Luis Sepulveda        |     | 7   |     | 1   | 8   |
| 8.   | Vladimir Tuychiev     |     | 5   |     | 3   | 8   |
| 9.   | Choi Ki Ho            |     |     |     | 6   | 6   |
| 10.  | Cyrille Thièry        |     | 6   |     |     | 6   |

### Omnium

#### Résultats
| Date       | Lieu    | 1er                 | 2e            | 3e            |
| ---------- | ------- | ------------------- | ------------- | ------------- |
| 5 novembre | Astana  | Roger Kluge         | Cho Ho-sung   | Elia Viviani  |
| 2 décembre | Cali    | Juan Esteban Arango | Zach Bell     | Bryan Coquard |
| 14 janvier | Pékin   | Glenn O'Shea        | Bryan Coquard | Nikias Arndt  |
| 18 février | Londres | Juan Esteban Arango | Cho Ho-sung   | Zach Bell     |

#### Classement
| Pos. | Coureur             | Ast | Cal | Pek | Lon | Pts |
| 1.   | Bryan Coquard       | 4   | 8   | 10  | 6   | 28  |
| 2.   | Juan Esteban Arango |     | 12  |     | 12  | 24  |
| 3.   | Cho Ho-sung         | 10  | 3   |     | 10  | 23  |
| 4.   | Zach Bell           |     | 10  |     | 8   | 18  |
| 5.   | Roger Kluge         | 12  |     |     | 3   | 15  |
| 6.   | Elia Viviani        | 8   |     |     | 7   | 15  |
| 7.   | Martyn Irvine       |     | 6   | 6   | 2   | 14  |
| 8.   | Glenn O'Shea        |     |     | 12  |     | 12  |
| 9.   | Recep Ünalan        | 3   | 7   |     |     | 10  |
| 10.  | Michael Freiberg    | 5   | 5   |     |     | 10  |

## Femmes

### 500 mètres

#### Résultats
| Date       | Lieu    | 1re                           | 2e                            | 3e                            |
| ---------- | ------- | ----------------------------- | ----------------------------- | ----------------------------- |
| 4 novembre | Astana  | Olga Panarina                 | Sandie Clair                  | Miriam Welte                  |
|            | Cali    | Pas au programme de la manche | Pas au programme de la manche | Pas au programme de la manche |
| 13 janvier | Pékin   | Lisandra Guerra               | Anastasiia Voinova            | Jingjing Shi                  |
|            | Londres | Pas au programme de la manche | Pas au programme de la manche | Pas au programme de la manche |

#### Classement
| Pos. | Coureur            | Ast | Cal | Pek | Lon | Pts |
| 1.   | Anastasiia Voinova | 5   |     | 10  |     | 15  |
| 2.   | Lisandra Guerra    |     |     | 12  |     | 12  |
| 3.   | Olga Panarina      | 12  |     |     |     | 12  |
| 4.   | Sandie Clair       | 10  |     |     |     | 10  |
| 5.   | Jingjing Shi       |     |     | 8   |     | 8   |
| 6.   | Miriam Welte       | 8   |     |     |     | 8   |
| 7.   | Gintarė Gaivenytė  |     |     | 7   |     | 7   |
| 8.   | Jessica Varnish    | 7   |     |     |     | 7   |
| 9.   | Natasha Hansen     |     |     | 6   |     | 6   |
| 10.  | Willy Kanis        | 6   |     |     |     | 6   |

### Keirin

#### Résultats
| Date       | Lieu    | 1re                | 2e                 | 3e                 |
| ---------- | ------- | ------------------ | ------------------ | ------------------ |
| 6 novembre | Astana  | Clara Sanchez      | Kristina Vogel     | Ekaterina Gnidenko |
| 3 décembre | Cali    | Simona Krupeckaitė | Kristina Vogel     | Virginie Cueff     |
| 15 janvier | Pékin   | Guo Shuang         | Simona Krupeckaitė | Daniela Larreal    |
| 19 février | Londres | Simona Krupeckaitė | Lee Wai Sze        | Guo Shuang         |

#### Classement
| Pos. | Coureur            | Ast | Cal | Pek | Lon | Pts |
| 1.   | Simona Krupeckaitė | 4   | 12  | 10  | 12  | 38  |
| 2.   | Ekaterina Gnidenko | 8   | 6   | 7   |     | 21  |
| 3.   | Lyubov Shulika     | 7   | 7   |     | 7   | 21  |
| 4.   | Guo Shuang         |     |     | 12  | 8   | 20  |
| 5.   | Kristina Vogel     | 10  | 10  |     |     | 20  |
| 6.   | Clara Sanchez      | 12  |     |     | 4   | 16  |
| 7.   | Lee Wai Sze        |     |     |     | 10  | 10  |
| 8.   | Anna Meares        | 5   |     |     | 5   | 10  |
| 9.   | Daniela Larreal    |     |     | 8   |     | 8   |
| 10.  | Virginie Cueff     |     | 8   |     |     | 8   |

### Vitesse individuelle

#### Résultats
| Date       | Lieu    | 1re            | 2e                 | 3e                |
| ---------- | ------- | -------------- | ------------------ | ----------------- |
| 5 novembre | Astana  | Lyubov Shulika | Anna Meares        | Olga Panarina     |
| 2 décembre | Cali    | Kristina Vogel | Virginie Cueff     | Viktoria Baranova |
| 14 janvier | Pékin   | Guo Shuang     | Simona Krupeckaitė | Junhong Lin       |
| 18 février | Londres | Guo Shuang     | Anna Meares        | Lee Wai Sze       |

#### Classement
| Pos. | Coureur                   | Ast | Cal | Pek | Lon | Pts |
| 1.   | Guo Shuang                |     |     | 12  | 12  | 24  |
| 2.   | Kristina Vogel            | 6   | 12  | 4   |     | 22  |
| 3.   | Anna Meares               | 10  |     |     | 10  | 20  |
| 4.   | Lee Wai Sze               | 1   | 4   | 7   | 8   | 20  |
| 5.   | Simona Krupeckaitė        | 7   | 2   | 10  |     | 19  |
| 6.   | Viktoria Baranova         | 5   | 8   |     |     | 13  |
| 7.   | Lyubov Shulika            | 12  |     |     |     | 12  |
| 8.   | Lisandra Guerra Rodriguez |     |     | 6   | 5   | 11  |
| 9.   | Virginie Cueff            |     | 10  |     |     | 10  |
| 10.  | Lin Junhong               |     |     | 8   |     | 8   |

### Vitesse par équipes

#### Résultats
| Date         | Lieu    | 1re                                            | 2e                                            | 3e                                            |
| ------------ | ------- | ---------------------------------------------- | --------------------------------------------- | --------------------------------------------- |
| 4 novembre   | Astana  | Australie Anna Meares Kaarle McCulloch         | Ukraine Olena Tsos Lyubov Shulika             | Allemagne Miriam Welte Kristina Vogel         |
| 1er décembre | Cali    | Allemagne Kristina Vogel Miriam Welte          | Ukraine Olena Tsos Lyubov Shulika             | Russie Anastasiia Voinova Viktoria Baranova   |
| 13 janvier   | Pékin   | Chine Gong Jinjie Guo Shuang                   | Lituanie Simona Krupeckaitė Gintarė Gaivenytė | Max Success Pro Cycling Xu Yulei Jingjing Shi |
| 17 février   | Londres | Royaume-Uni Jessica Varnish Victoria Pendleton | Australie Anna Meares Kaarle McCulloch        | Chine Gong Jinjie Guo Shuang                  |

#### Classement
| Pos. | Équipe            | Ast | Cal | Pek | Lon | Pts |
| 1.   | Chine             | 3   | 6   | 12  | 8   | 29  |
| 2.   | Allemagne         | 8   | 12  |     | 6   | 26  |
| 3.   | Ukraine           | 10  | 10  | 5   |     | 25  |
| 4.   | Australie         | 12  |     |     | 10  | 22  |
| 5.   | Russie            | 5   | 8   | 4   | 5   | 22  |
| 6.   | Royaume-Uni       | 7   |     | 1   | 12  | 20  |
| 7.   | Lituanie          | 1   | 5   | 10  | 4   | 20  |
| 8.   | Pays-Bas          | 4   | 7   | 6   | 1   | 18  |
| 9.   | France            | 6   |     |     | 7   | 13  |
| 10.  | Giant Pro Cycling |     |     | 7   | 2   | 9   |

### Poursuite individuelle

#### Résultats
| Date       | Lieu    | 1re                           | 2e                            | 3e                            |
| ---------- | ------- | ----------------------------- | ----------------------------- | ----------------------------- |
|            | Astana  | Pas au programme de la manche | Pas au programme de la manche | Pas au programme de la manche |
| 2 décembre | Cali    | Alison Shanks                 | Wendy Houvenaghel             | Lesya Kalitovska              |
|            | Pékin   | Pas au programme de la manche | Pas au programme de la manche | Pas au programme de la manche |
| 18 février | Londres | Joanna Rowsell                | Alison Shanks                 | Amy Cure                      |

#### Classement
| Pos. | Coureur           | Ast | Cal | Pek | Lon | Pts |
| 1.   | Alison Shanks     |     | 12  |     | 10  | 22  |
| 2.   | Joanna Rowsell    |     |     |     | 12  | 12  |
| 3.   | Wendy Houvenaghel |     | 10  |     |     | 10  |
| 4.   | Amy Cure          |     |     |     | 8   | 8   |
| 5.   | Lesya Kalitovska  |     | 8   |     |     | 8   |
| 6.   | Vilija Sereikaitė |     |     |     | 7   | 7   |
| 7.   | Sarah Kent        |     | 7   |     |     | 7   |
| 8.   | Jasmin Glaesser   |     |     |     | 6   | 6   |
| 9.   | Vaida Pikaskautė  |     | 6   |     |     | 6   |
| 10.  | Pascale Schnider  |     | 3   |     | 3   | 6   |

### Poursuite par équipes

#### Résultats
| Date         | Lieu    | 1re                                                          | 2e                                                        | 3e                                                         |
| ------------ | ------- | ------------------------------------------------------------ | --------------------------------------------------------- | ---------------------------------------------------------- |
| 4 novembre   | Astana  | Pays-Bas Kirsten Wild Amy Pieters Eleonora van Dijk          | Chine Jiang Fan Jiang Wenwen Liang Jing                   | Allemagne Lisa Brennauer Charlotte Becker Madeleine Sandig |
| 1er décembre | Cali    | Royaume-Uni Laura Trott Wendy Houvenaghel Sarah Storey       | Nouvelle-Zélande Lauren Ellis Jaime Nielsen Alison Shanks | États-Unis Sarah Hammer Jennie Reed Lauren Tamayo          |
| 13 janvier   | Pékin   | Ukraine Svitlana Galyuk Eilezaveta Bochkareva Lyubov Shulika | Biélorussie Tatsiana Sharakova Aksana Papko Alena Dylko   | Chine Jiang Fan Jiang Wenwen Liang Jing                    |
| 17 février   | Londres | Royaume-Uni Laura Trott Danielle King Joanna Rowsell         | Canada Tara Whitten Gillian Carleton Jasmin Glaesser      | Australie Annette Edmondson Amy Cure Josephine Tomic       |

#### Classement
| Pos. | Équipe           | Ast | Cal | Pek | Lon | Pts |
| 1.   | Royaume-Uni      |     | 12  |     | 12  | 24  |
| 2.   | Nouvelle-Zélande |     | 10  | 7   | 5   | 22  |
| 3.   | Ukraine          | 2   | 5   | 12  | 2   | 21  |
| 4.   | Pays-Bas         | 12  | 1   |     | 7   | 20  |
| 5.   | Australie        | 6   | 6   |     | 8   | 20  |
| 6.   | Chine            | 10  |     | 8   | 1   | 19  |
| 7.   | Biélorussie      | 5   | 3   | 10  |     | 18  |
| 8.   | Lituanie         |     | 7   | 6   | 4   | 17  |
| 9.   | Canada           |     | 4   |     | 10  | 14  |
| 10.  | États-Unis       |     | 8   |     | 6   | 14  |

### Scratch

#### Résultats
| Date         | Lieu    | 1re                           | 2e                            | 3e                            |
| ------------ | ------- | ----------------------------- | ----------------------------- | ----------------------------- |
|              | Astana  | Pas au programme de la manche | Pas au programme de la manche | Pas au programme de la manche |
| 1er décembre | Cali    | Kelly Druyts                  | Katarzyna Pawłowska           | Ah Reum Na                    |
|              | Pékin   | Pas au programme de la manche | Pas au programme de la manche | Pas au programme de la manche |
| 17 février   | Londres | Melissa Hoskins               | Jarmila Machačová             | Lesya Kalitovska              |

#### Classement
| Pos. | Coureur             | Ast | Cal | Pek | Lon | Pts |
| 1.   | Kelly Druyts        |     | 12  |     | 5   | 17  |
| 2.   | Melissa Hoskins     |     |     |     | 12  | 12  |
| 3.   | Jarmila Machačová   |     |     |     | 10  | 10  |
| 4.   | Katarzyna Pawłowska |     | 10  |     |     | 10  |
| 5.   | Yumari González     |     | 5   |     | 4   | 9   |
| 6.   | Lesya Kalitovska    |     |     |     | 8   | 8   |
| 7.   | Ah Reum Na          |     | 8   |     |     | 8   |
| 8.   | Sofía Arreola       |     | 6   |     | 2   | 8   |
| 9.   | Laura Basso         |     |     |     | 7   | 7   |
| 10.  | Leire Olaberría     |     | 7   |     |     | 7   |

### Course aux points

#### Résultats
| Date       | Lieu    | 1re                           | 2e                            | 3e                            |
| ---------- | ------- | ----------------------------- | ----------------------------- | ----------------------------- |
| 4 novembre | Astana  | Ah Reum Na                    | Stephanie Pohl                | Elena Cecchini                |
|            | Cali    | Pas au programme de la manche | Pas au programme de la manche | Pas au programme de la manche |
| 13 janvier | Pékin   | Aksana Papko                  | Katarzyna Pawłowska           | Victoria Kondel               |
|            | Londres | Pas au programme de la manche | Pas au programme de la manche | Pas au programme de la manche |

#### Classement
| Pos. | Coureur             | Ast | Cal | Pek | Lon | Pts |
| 1.   | Elena Cecchini      | 8   |     | 6   |     | 14  |
| 2.   | Aksana Papko        |     |     | 12  |     | 12  |
| 3.   | Ah Reum Na          | 12  |     |     |     | 12  |
| 4.   | Katarzyna Pawłowska |     |     | 10  |     | 10  |
| 5.   | Stephanie Pohl      | 10  |     |     |     | 10  |
| 6.   | Victoria Kondel     |     |     | 8   |     | 8   |
| 7.   | Marta Tagliaferro   |     |     | 7   |     | 7   |
| 8.   | Gillian Carleton    | 7   |     |     |     | 7   |
| 9.   | Jarmila Machačová   | 6   |     |     |     | 6   |
| 10.  | Anna Nahirna        |     |     | 5   |     | 5   |

### Omnium

#### Résultats
| Date       | Lieu    | 1re               | 2e                | 3e                 |
| ---------- | ------- | ----------------- | ----------------- | ------------------ |
| 6 novembre | Astana  | Evgenia Romanyuta | Danielle King     | Huang Li           |
| 3 décembre | Cali    | Sarah Hammer      | Tara Whitten      | Laura Trott        |
| 15 janvier | Pékin   | Evgenia Romanyuta | Huang Li          | Malgorzata Wojtyra |
| 19 février | Londres | Sarah Hammer      | Annette Edmondson | Laura Trott        |

#### Classement
| Pos. | Coureur            | Ast | Cal | Pek | Lon | Pts |
| 1.   | Huang Li           | 8   | 6   | 10  | 4   | 28  |
| 2.   | Sarah Hammer       |     | 12  |     | 12  | 24  |
| 3.   | Evgenia Romanyuta  | 12  |     | 12  |     | 24  |
| 4.   | Tara Whitten       |     | 10  |     | 7   | 17  |
| 5.   | Laura Trott        |     | 8   |     | 8   | 16  |
| 6.   | Aušrinė Trebaitė   | 2   | 7   | 3   | 3   | 15  |
| 7.   | Malgorzata Wojtyra |     | 4   | 8   |     | 12  |
| 8.   | Kirsten Wild       | 6   |     |     | 5   | 11  |
| 9.   | Annette Edmondson  |     |     |     | 10  | 10  |
| 10.  | Danielle King      | 10  |     |     |     | 10  |